# دار باذيب (الحد)

تعديل مصدري - تعديل

دار باذيب هي إحدى قرى عزلة الحد بمديرية الحد التابعة لمحافظة لحج، بلغ تعداد سكانها 59 نسمة حسب تعداد اليمن لعام 2004.